# Le Jour où j'ai brûlé mon cœur
Pour plus de détails, voir Fiche technique et Distribution.
Le Jour où j'ai brûlé mon cœur  est un téléfilm dramatique français en deux parties réalisé par Christophe Lamotte, diffusé en 2018. Il s’agit de l’adaptation du livre Condamné à me tuer de Jonathan Destin, écrit en collaboration avec Marie-Thérèse Cuny, ouvrage dans lequel ce dernier raconte le harcèlement scolaire et sa tentative de suicide.

## Synopsis
Un jeune garçon s'immole, à bout après avoir été harcelé par ses camarades de lycée. Il se retrouve à l'hôpital et tombe dans le coma, tandis que tout le monde à l'école se demande comment il a pu en arriver là…

## Fiche technique
Sauf indication contraire, les informations mentionnées dans cette section peuvent être confirmées par la base de données cinématographiques Allociné,  présente dans la section « Liens externes ».
- Titre original : Le Jour où j’ai brûlé mon cœur
- Réalisation : Christophe Lamotte
- Scénario : Nathalie Hug, Alexandra Julhiet, Anne Rambach et Marine Rambach[1], d'après le livre Condamné à me tuer de Jonathan Destin[2]
- Adaptation et dialogues : Anne Rambach et Marine Rambach[1]
- Costumes : Élisabeth Lehuger-Rousseau
- Photographie : Hugues Poulain
- Montage : Aurique Delannoy
- Musique : Alexandre Lessertisseur et R. Jéricho[1]
- Production : Ivan Sadik
- Société de production : Ango Productions[1]
- Société de distribution : TF1 Distribution
- Pays de production :  France
- Langue originale : français
- Genre : drame
- Durée : 2 x 52 minutes
- Dates de diffusion :
  - Belgique : 25 octobre 2018 sur La Une
  - France : 5 novembre 2018 sur TF1

## Distribution
Les informations mentionnées dans cette section proviennent de la base de données « Ango Productions » et du générique de fin.
- Martin Daquin : Jonathan Destin
- Michaël Youn : Patrick Demarescau
- Camille Chamoux : Sabine Destin
- Clément Manuel : Laurent Destin
- Sarah Stern : Marie Demarescau
- Camille Aguilar : Camille Destin
- Marie-Julie Baup : Suzanna
- Francis Renaud : Bruno Legrand
- Manon Bresch : Clara
- Batyste Fleurial  : Antoine Demarescau
- Luna Lou : Tiffany
- Martine Coste : Lise
- Rodolphe Congé : Mathieu Caron
- Olivier Faliez : Tony, le prof de sport
- Alexandra Flandrin : Adèle, la prof d'anglais
- Linda Massoz : Jeanne, la prof de math
- Florence Bolufer : Niki, la prof de dessin
- Gabrielle Horellou : Vanessa
- Vinciane Millereau : la mère de Tiffany
- Évelyne El Garby-Klaï : Dr Kemal
- Bertrand Constant : Dr Servant
- Asil Rais : l'épicier
- Céline D'Aboukir : Mme N'Diaye
- Fayssal Benbhamed : Hector, le prof d'histoire
- Pauline Leurent : l'hôtesse du magasin de bricolage
- Philippe Koa : le médecin
- Mathieu Mouilou : Sélim
- Yoann Borg : voix de Jonathan Destin

## Accueil

### Diffusion
Le Jour où j’ai brûlé mon cœur est tout d'abord diffusé en Belgique, le 25 octobre 2018 sur La Une. En France, il est diffusé le 5 novembre 2018 sur TF1.

### Critique
Frédéric Lohézic de Télé 7 jours le décrit « poignant qui évite de sombrer dans le pathos ». Télérama le voit « un sujet douloureux traité avec conviction, malgré des effets trop appuyés ». Moustique salue, lui, la prestation de Michaël Youn « à nouveau épatant dans un rôle grave ».

### Audience
La première partie attire 6,29 millions de téléspectateurs, soit 25.7 % de part de marché. La seconde partie conserve encore 6.12 millions de personnes, soit 29.4 % du public dont 38 % sur les ménagères de moins de 50 ans, ce qui place la chaîne largement en tête de la soirée.

## Tournage
Le téléfilm est tourné à Strasbourg. C'est le lycée d'enseignement général et technologique Jean Monnet qui prête son cadre au lycée que fréquentent Jonathan et ses harceleurs.

## Distinctions
- Prix média ENFANCE majuscule 2019 Catégorie Fiction